# Боргата Фаторе II (Кјети)
Боргата Фаторе II (итал. Borgata Fattore II) је насеље у Италији у округу Кјети, региону Абруцо.
Према процени из 2011. у насељу је живело 35 становника. Насеље се налази на надморској висини од 99 м.